# Mabel's Adventures
Mabel's Adventures és un curtmetratge mut de la Keystone Pictures dirigit per Mack Sennett i protagonitzat per Mabel Normand, Ford Sterling i Fred Mace. La pel·lícula es va estrenar com a mitja bobina conjuntament amb “Useful Sheep” el 16 de desembre de 1912. Probablement es tracta d'una pel·lícula perduda.

## Argument
Mabel, per tal de provar als seus dos pretendents, va a un espectacle de vodevil i per tal que la deixin entrar va disfressada de noi. En un dels números Fred, disfressat de Reina del Burlesc, llença un collaret de perles robat al seu company, un mag, el qual l'amaga en una de les butxaques de l'americana de Mabel. Quan s'adonen que Mabel ha abandonat el local, tota la troupe la persegueix pel bosc i després dins un riu.

## Repartiment
- Mabel Normand (Mabel)
- Fred Mace (la Reina del Burlesc)
- Ford Sterling (el mag)